# Macracantha arcuata
Macracantha arcuata is een spinnensoort in de taxonomische indeling van de wielwebspinnen (Araneidae).
Het dier behoort tot het geslacht Macracantha. De wetenschappelijke naam van de soort werd voor het eerst geldig gepubliceerd in 1793 door Johan Christian Fabricius.